# John Kroon
Johan "John" August Kroon, född 18 september 1881 i Strängnäs, död 23 augusti 1968 i Malmö, var en svensk hovintendent.

## Biografi
Kroon var från 1913 direktör för AB Malmö grafiska anstalt, från 1919 för AB Malmö ljusttrycksanstalt. Bägge dessa företag ryckte under Kroons ledning fram till en ledande ställning och rönte även utomlands stor uppskattning för sina reproduktonsverk (bland annat faksimilutgåvor av Codex argenteus 1927 och Bouchers handteckningar i Nationalmuseum. På Kroons initiativ bildades 1925 föreningen Malmö musei vänner. Han medverkade under signaturen J.K: i Svensk uppslagsbok.
Han gifte sig 1915 med Ingrid Kjellberg (1888–1954) och paret fick en dotter Ulla (1917–1995) som gifte sig med Wilhelm Holmqvist.